# Den sönderslagna krukan
Den sönderslagna krukan (tyska: Der zerbrochne Krug) är ett lustspel från 1808 av den tyske författaren Heinrich von Kleist. Det handlar om en domare i Utrecht, som leder en rättegång gällande en sprucken kruka, och tvingas slingra sig för att dölja att det är han själv som är den skyldige.
År 1803 utmanades Kleist av sin vän Ernst von Pfuel, som sade att han inte trodde Kleist var förmögen att skriva en komedi. Kleist svarade med att omedelbart diktera de tre första scenerna ur det som skulle bli Den sönderslagna krukan. Pjäsen skrevs färdigt 1806. Den hade premiär 2 mars 1808 på Hoftheater i Weimar, i regi av Johann Wolfgang von Goethe. Goethes iscensättning fick ett svalt mottagande, men med tiden blev pjäsen en av de kändaste och mest spelade tyska komedierna.